# 大戟单囊壳
大戟单囊壳（学名：Sphaerotheca euphorbiae）是属于白粉菌目白粉菌科单囊壳属的一种真菌，寄生在大戟属植物上。该种分布于中国、丹麦、俄罗斯、芬兰、法国、波兰、罗马尼亚、挪威、瑞士、瑞典等地。